# Helvi Mància
Helvi Mància (en llatí Helvius Mancia) va ser un orador romà del segle i aC, que tot i ser un bon orador, destacava perquè era extraordinàriament lleig i deforme, raó per la qual és principalment recordat.
Gai Juli Cèsar Estrabó, que en algunes ocasions s'hi va oposar en judicis, va provocar una immensa rialla entre el públic referint-se a la deformitat de Mància. També l'esmenta Ciceró, que explica una resposta molt intel·ligent d'Helvi Mància en una altra ocasió.